# تولد یک فرشته
تولد یک فرشته (انگلیسی: Birth of a Beauty; کره‌ای: 미녀의 탄생) یک مجموعهٔ تلویزیونی کره جنوبی سال ۲۰۱۴ با بازی جو سانگ ووک، هان یه سول، جونگ گیو وون و وانگ جی هه است. این مجموعه از ۱ نوامبر ۲۰۱۴ تا ۱۱ ژانویه ۲۰۱۵، روزهای شنبه و یکشنبه ساعت ۲۲:۰۰ (کی‌اس‌تی) از اس‌بی‌اس برای ۲۱ قسمت پخش شد.

## بازیگران

### اصلی
- جونگ گیو وون در نقش هان ته هی[۳]
- هان یه سول در نقش سارا/سا گوم ران/کیم دوک سون[۴][۵][۶][۷]
- جونگ گیو وون در نقش لی کانگ جون
- وانگ جی هه در نقش گیو چه یون
- ها جه سوک در نقش سا گوم ران